# Zahtijevanja naroda
"Zahtijevanja naroda" naziv je za političku peticiju, odnosno proglas prihvaćen 25. ožujka 1848. koji je u 30 točaka sadržavao načela i program hrvatskog građanstva, odnosno nacionalna, državno-pravna, socijalna i liberalna traženja za promjenu položaja Hrvatske u Austrijskom Carstvu, kao i za promjenu državne strukture i socijalnih pitanja unutar Hrvatske. Njime se zahtijevao izbor Josipa Jelačića za hrvatskoga bana, što brže sazivanje sabora, sjedinjenje kraljevine Dalmacije i Vojne krajine s kraljevinom Hrvatskom i Slavonijom, hrvatska samostalnost od Ugarske glede financija, jezika i školstva, sloboda pisanja i govora, jednakost pred sudovima, opće izborno pravo te ukidanje staleških povlastica i kmetstva. Zahtijevanja naroda – koja je na zasjedanju "Velike narodne skupštine" pročitao Ivan Kukuljević Sakcinski – prihvaćena su u Narodnom domu u Zagrebu. 
Zahtijevanja su zapravo predstavljala politički program Narodne stranke (osnovana 1841. godine pod imenom Ilirska stranka, te je nakon zabrane ilirskog imena 1843. godine nastavila raditi pod novim imenom), koja je od 1842. godine upravljala svim hrvatskim županijama

## Početak modernog Sabora
Zasjedanje Velike narodne skupštine 25. ožujka 1848. godine u dvorani Narodnog doma u Zagrebu, kao posljedica ilirskog pokreta i društvenih prevrata diljem Europe polovinom 19. stoljeća, smatra se početkom modernog hrvatskog parlamenta. Zasjedanje je važno zato što su prvi put na zasjedanju sudjelovali svi društveni slojevi koji su predstavljali Trojednu Kraljevinu Hrvatske, Dalmacije i Slavonije. Osim pripadnika raznih staleža (kao isključivo do tada) zasjedanju su prisustvovali i zagrebački narodnjaci, studenti Pravoslavne akademije te pitomci biskupskog sjemeništa. Značenje zasjedanja je i u prihvaćanju dokumenta Zahtijevanja naroda.
Dokument se sastoji od 30 točaka, a njime se zahtijevao izbor Josipa Jelačića Bužimskog za hrvatskoga bana što brže sazivanje sabora, sjedinjenje Dalmacije i Vojne krajine s Hrvatskom i Slavonijom, hrvatska samostalnost od Ugarske glede financija, jezika i školstva, sloboda pisanja i govora, jednakost pred sudovima, opće izborno pravo te ukidanje staleških povlastica i kmetstva. Tražilo se i osnivanje suvremenog sveučilišta u Hrvatskoj (razne visokoškolske ustanove su u Hrvatskoj već dugo postojale). Zahtievanja sadrže elemente emancipacije svih vjerskih zajednica, kao i židovske zajednice u Hrvatskoj (koja se posebno ne spominje), jer su sadržavale točke "Slobodu štampe, věre, učenja i govora." i "Jednakost sviuh bez razlike stališa i věre pred sudom, zajedno javnost, usmenost, porota i odgovornost sudacah."
Između ostalog, tražilo se osnivanje narodne banke, povratak graničara iz Italije, zapovijedanje vojskom s narodnim jezikom, puštanje političkih zatvorenika te ukinuće celibata.
Zahtijevanja naroda bila su, u stvari, politički program Narodne stranke. Da bi se s njim upoznao što veći broj ljudi, tiskan je u obliku letka u nakladi od 15 000 primjeraka (jedan dio i na njemačkom jeziku). Zahtijevanja je neposredno 29. ožujka 1848. godine posebna hrvatska delegacija od čak 400 ljudi na čelu s Ljudevitom Gajem predala kralju u Beču.
Vlasti u Beču nisu se pokazale sklonima izaći ususret zahtjevima, ali ban Jelačić – koji je u to vrijeme već bio zabranio primanje daljnjih naloga od vlasti u Pešti – javlja 27. travnja službenim dopisom Ivanu Kukuljeviću da je nakanio osnovati Bansko vijeće u koje izabire i Kukuljevića; Kukuljević će ući čak u dva odsjeka Banskog vijeća, tadašnje privremene hrvatske vlade, i to od 19. svibnja kao predstojnik u “odsiek za prosvieštenje i verozakon”, a od 2. srpnja u “odsiek za obranu domovine”.

## Poveznice
- Hrvatska u Revoluciji 1848.